# Sršići (żupania karlowacka)
Sršići – wieś w Chorwacji, w żupanii karlowackiej, w mieście Ozalj. W 2011 roku liczyła 6 mieszkańców.